# Samosz
Samosz (węg. Szamos, rum. Someș, niem. Somesch lub Samosch, łac. Samus) – rzeka w północno-zachodniej Rumunii i w północno-wschodnich Węgrzech, lewy dopływ Cisy w zlewisku Morza Czarnego. Długość – 297 km (246 km w Rumunii, 51 km na Węgrzech), powierzchnia zlewni – 15 882 km² (15 217 km² w Rumunii, 665 km² na Węgrzech). Do długości Samoszu dolicza się często długość Małego lub Wielkiego Samoszu, stąd rozbieżności w danych.
Samosz powstaje z połączenia dwóch sporych rzek – Małego Samoszu (Someșul Mic) i Wielkiego Samoszu (Someșul Mare) koło miasta Dej na Wyżynie Samoszu w Siedmiogrodzie. Płynie krętą doliną w ogólnym kierunku północno-zachodnim, dzieląc Karpaty Wschodnie od Wyżyny Transylwańskiej. W okolicy miasta Baia Mare wypływa na Wielką Nizinę Węgierską, na której oddziela region Nyírség od Równiny Satmarsko-Berehowskiej. Przepływa przez miasto Satu Mare i koło miasta Csenger przecina granicę rumuńsko-węgierską. Uchodzi do Cisy koło miasta Vásárosnamény.
Samosz i jego rzeki źródłowe mają dobrze rozwiniętą sieć dopływów – 403 cieki wodne o łącznej długości 5,528 km. Największe dopływy Samoszu to Almaș, Agrij, Sălaj, Lăpuș i Homorod.